# Alloneuron majus
Alloneuron majus är en tvåhjärtbladig växtart som först beskrevs av Markgr., och fick sitt nu gällande namn av Markgr. och James Francis Macbride. Alloneuron majus ingår i släktet Alloneuron och familjen Melastomataceae. Inga underarter finns listade i Catalogue of Life.